# 不言
不言代指的是话语中没有被清楚地表明出来的部分，或是未被讲明白的部分所刻意隐瞒或暗示的成分。其可能是威逼胁迫的结果，或者是出于对思想的斟酌体悟，抑或是面对难言之物的困惑不解。

## 语言学
社会语言学指出，日常交流中，没有用语言挑明的部分与说出的话一样重要。这是因为人们在说话时，往往希望听者可以自觉地不断代入说话的社会背景以及社會規範。
英国教育社会学家巴塞尔·伯恩斯坦发现，言辞的封闭型代码比起其精致型符码会包含更多含糊不清的成分。

## 民族学
民族学和民族学方法论在不言（unsaid）与不言而喻（axiomatic）之间建立联系。哈罗德·加芬克尔以及爱米尔·涂尔干都强调：在任何情形下，甚至在有法律效力的合同中，协议各方依赖于90%的无言假定，而这些无言的假定形成了交往活动这座冰山可见的一角，即言论和行为等。
爱德华·霍尔称许多跨文化交流障碍是由对无言沉默而又彼此不同文化差异，这些不言的差异使得交流者不自觉地就把自身的行为看作理所当然。

## 精神分析学
路思·伊瑞葛來强调了精神分析中，要聆听言论中的“不言之意”，而这些不言之意可能帮助了解患者的无意识幻想 (心理学)。

其他精神分析学家也强调了患者非言语交际的重要性，有时非言语交际比起言语交际更加重要，而正如西格蒙德·弗洛伊德的箴言所说的：
|  | 活人留不住秘密。即使一个人嘴唇不动、保持沉默，但他的指尖乃至每个毛孔都在念叨不停。 |

## 举例
- 歇洛克·福尔摩斯据说应当将其成功归功于其对委托人交流过程中的不言之物的细致体察。[12]
- 《小世界：一场学术罗曼史（英语：Small World: An Academic Romance）》中，女主角厚脸皮地将自己缺乏笔记习惯的过错归咎于一名索邦教授，称：[13]

|  | 令人印象深刻的并非您之所言于，而是您所不言于的想法、道德、爱、死亡等一切。Vos silences profonds（您深沉的沉默）。 |

## 拓展阅读
- S. L. Olnick. . International Review of Psychoanalysis. 1982, 9 (4): 461–72.